# An Enthusiastic Photographer
An Enthusiastic Photographer è un cortometraggio muto del 1911 diretto da Frank Wilson.

## Trama
Un entusiasta fotografo dilettante cerca di prendere una foto a un contadino con le sue mucche.

## Produzione
Il film fu prodotto dalla Hepworth.

## Distribuzione
Distribuito dalla Hepworth, il film - un cortometraggio di 99 metri - uscì nelle sale cinematografiche britanniche nel giugno 1911.
Si conoscono pochi dati del film che, prodotto dalla Hepworth, fu distrutto nel 1924 dallo stesso produttore, Cecil M. Hepworth. Fallito, in gravissime difficoltà finanziarie, il produttore pensò in questo modo di poter almeno recuperare il nitrato d'argento della pellicola.